# Пекар імператора — Імператор пекаря
«Пекар імператора — Імператор пекарів» (чеськ. Císařův pekař – Pekařův císař) — чехословацький комедійний художній фільм-казка 1951 року, створений режисером Мартіном Фрічем на підприємстві «Чехословацьке державне кіно».

## Сюжет
Події фільму відбуваються в епоху Відродження. Імператор Священної Римської імперії Рудольф II, що жив у 1552—1612 роках, був відомим меценатом. Він запрошує до Праги багатьох митців і вчених, зокрема й алхіміків з різних країн, одержимий ідеєю знайти Ґолема, міфологічного глиняного гіганта, якого можна оживити за допомогою магії. Рудольф II сподівається, що Ґолем допоможе йому повернути молодість і стати господарем світу.
А в цей час його придворні обмірковують, як знайти спосіб скинути його з престолу. Однак їх планам може перешкодити одна обставина — імператорський пекар, ув'язнений до темниці за розбазарювання королівських рогаликів, дивно схожий на Рудольфа II. Пекар Матей вирізняється розсудливістю, справедливим і добрим характером, кинутий у в'язницю, намагається втекти і в підсумку приборкує жвавого Ґолема і використовує його силу, щоб пекти хліб для бідних.

## В ролях

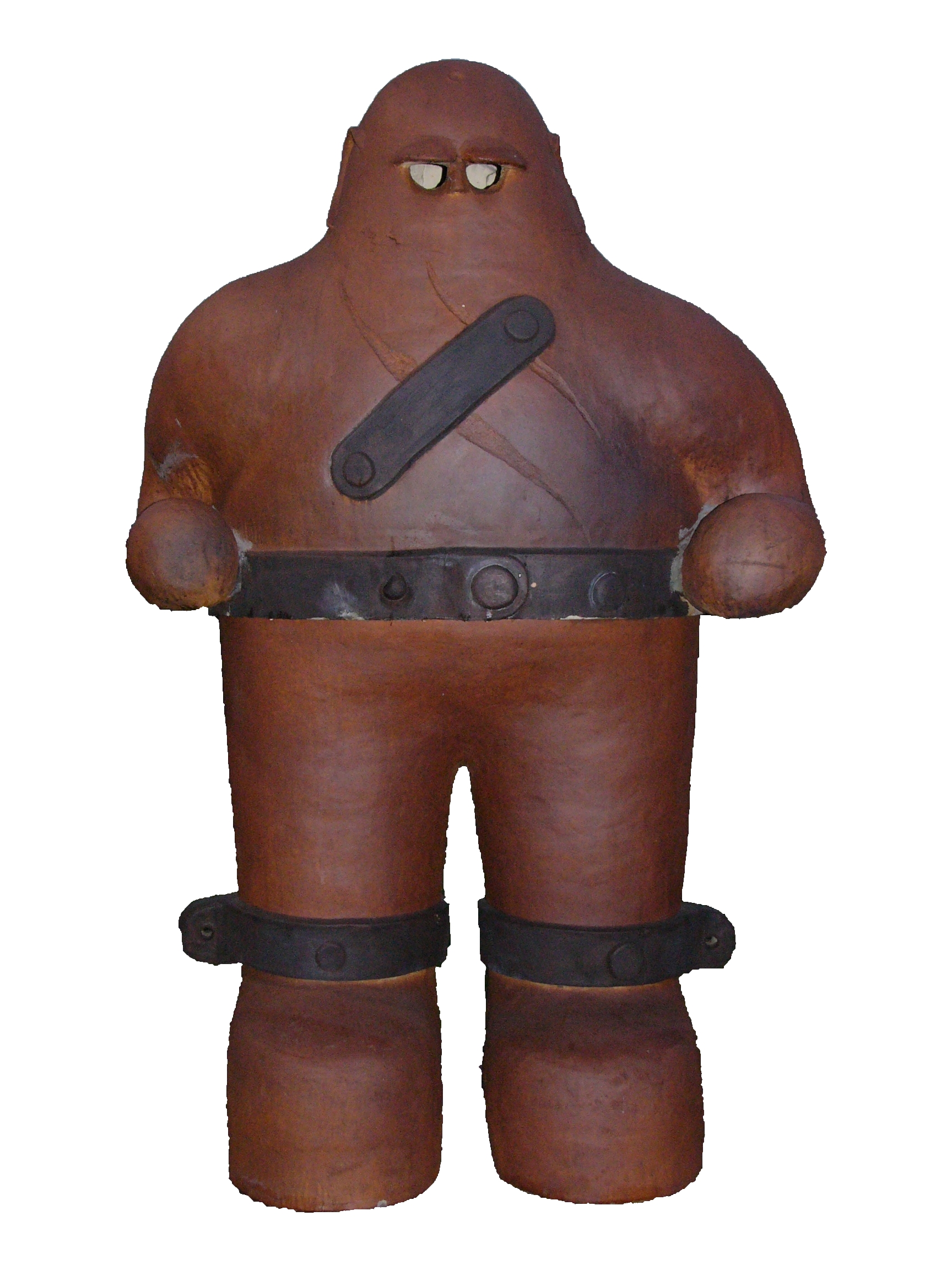
Макет Ґолема з фільму

- Ян Веріх — імператор Рудольф II / пекар Матей
- Марія Вашова — Графиня Страдова, коханка імператора
- Наташа Голлова — Катерина («Сіраель»)
- Богуслав Загорський — Ланг, камергер
- Іржі Плахий — Едвард Келлі, англійський медіум, містик та алхімік
- Зденек Штепанек — Герман Руссворм, маршал імперської армії, таємний радник, ґвалтівник і вбивця
- Франтішек Філіповськи — придворний астролог
- Франтішек Черні — Скотта
- Вацлав Трегл — слуга імператора
- Володимир Лераус — угорський посол
- Мілош Недбай — придворний лікар
- Богуш Граділ — Тихо Браге, данський астроном, астролог та алхімік
- Мілош Копецький — алхімік
- Любомир Липський — алхімік
- Йозеф Кемр — алхімік
- Ян Станіслав Колар — алхімік
- Теодор Пиштек — бургомістр
- Богуміл Безоушка — Ганс фон Аахен, художник
- Йозеф Глиномаз — підмайстер
- Фелікс ле Бре — епізод

## Виробництво
Фільм був давньою мрією Яна Веріха. Ідея належала його другу і партнеру по сценічному дуету Іржі Восковцу. У 1931 році Веріх та Восковєц поставили в празькому Звільненому театрі виставу «Ґолем», в якій діяли персонажі, які перейшли згодом до фільму — імператор Рудольф II, його камергер Філіп Ланг, хитрий алхімік Ієронім Скотта, «штучна» жінка Сіраель та Ґолем. Прем'єра відбулася 4 листопада 1931 року. Успіх вистави перевершив усі очікування: повторно її ставили 186 разів! Рудольфа II грав Мілош Недбай, Сіраель — Гана Вітова, камергера Ланга — Богуслав Загорський.
Потім Веріх та Восковєц написали сценарій до фільму «Ґолем» і запропонували його французькому режисерові Жульєну Дювів'є. Однак той не оцінив гумору чеських авторів і переписав сценарій, знявши по ньому фільм жахів. Веріх та Восковєц відмовилися від участі в цьому проекті, віддавши перевагу йому роботі над фільмом «Світ належить нам».
Ян Веріх повернувся до старого задуму в 1949 році, вже після еміграції Іржі Восковца до США. Новий сценарій фільму про Ґолема він написав спільно з Іржі Брдечкой, а режисером запросив Іржі Крейчика. Крейчик почав підготовку до зйомок з усією ретельністю. Художником по костюмах і декоратором він запросив Іржі Трнку. Матеріали для костюмів виготовлялися на замовлення на текстильній фабриці в Варнсдорфі, низку предметів мистецтва було запозичено з музеїв і галерей, акторів було відібрано найретельнішим чином. Але відразу після старту зйомок почалися розбіжності між Іржі Крейчиком та Яном Веріхом, що грав у фільмі відразу дві ролі — імператора Рудольфа II та пекаря Матея, і зйомки були зупинені. У підсумку Веріх домігся усунення Крейчика від зйомок. Новим режисером став Мартін Фрич. Після цього були проведені зміни в складі акторів і знімальної групи. У версії Іржі Крейчика Едварда Келлі грав Карел Гегер, Катерину — Ірена Качіркова, Скотту — Саша Рашілов, маршала Руссворма — Ян Півець. Мартін Фрич замінив їх на Іржі Плахого, Наташу Голлову, Франтішека Чорного та Зденека Штепанека, відповідно. На роль графині Страдової, яку спочатку грала Люба Германова, запросили Марію Вашову, провідну трагічну актрису Національного театру, і ця роль стала однією з небагатьох суто комедійних в її кар'єрі. Оператором замість Рудольфа Стагла став Ян Сталліх, який працював з Жюльєном Дювів'є на зйомках його версії «Ґолема». Значно зменшилася роль придворних дам у сюжеті.
У «Пекарі імператора» Ґолем вперше з'явився у вигляді глиняної фігури. До цього, зазвичай, його грали актори в костюмах. Автором фігури Ґолема був скульптор Ярослав Горейц.
Бюджет фільму склав 27 млн крон; заміна режисера і перезнімання деяких сцен обійшлися ще приблизно в 10 млн.
Крім чеської двосерійної версії фільму була змонтована експортна односерійна версія, з якої було вирізано більшість ідеологізованих фрагментів, зокрема, пісня «Ten dělá to a ten zas tohle». Розрахунок на експорт був основною причиною, через яку фільм знімався в кольорі.

## Прем'єра
Прем'єра «Пекаря імператора» в чехословацьких кінотеатрах відбулася 4 січня 1952 року. Надалі фільм вийшов у прокат у багатьох країнах - НДР, Швеції, США, Фінляндії, Франції, Бельгії та Аргентині. В американському прокаті фільм йшов з 8 січня 1955 року під назвою «Імператор та Голем».
Автор ідеї фільму Іржі Восковєц не згаданий у титрах. Дізнавшись про це, він сказав: «Я радий, що не бачив цей фільм. Думаю, мені було б боляче».
Незважаючи на присутність у фільмі елементів комуністичної пропаганди, він не сподобався міністру культури Зденеку Неєдли, і Мартін Фрич протягом двох років був позбавлений можливості знімати.

## Цікаві факти
- В ролі однієї з придворних дам знялася 22-річна Віра Хитілова[9].
- Фігура Голема в даний час зберігається на складах кіностудії" Баррандов.

## Помилки у фільмі
- Тихо Браге називає Коперника колегою, однак вони не могли бути знайомі, адже Коперник помер за три роки до народження Браге.
- У фінальних кадрах панорами Праги видно церкву святого Мікулаша на Малій Страні та Національний театр, яких ще не було за часів Рудольфа II, а також антени і громовідводи на дахах будинків.